# 臺北市立百齡高級中學

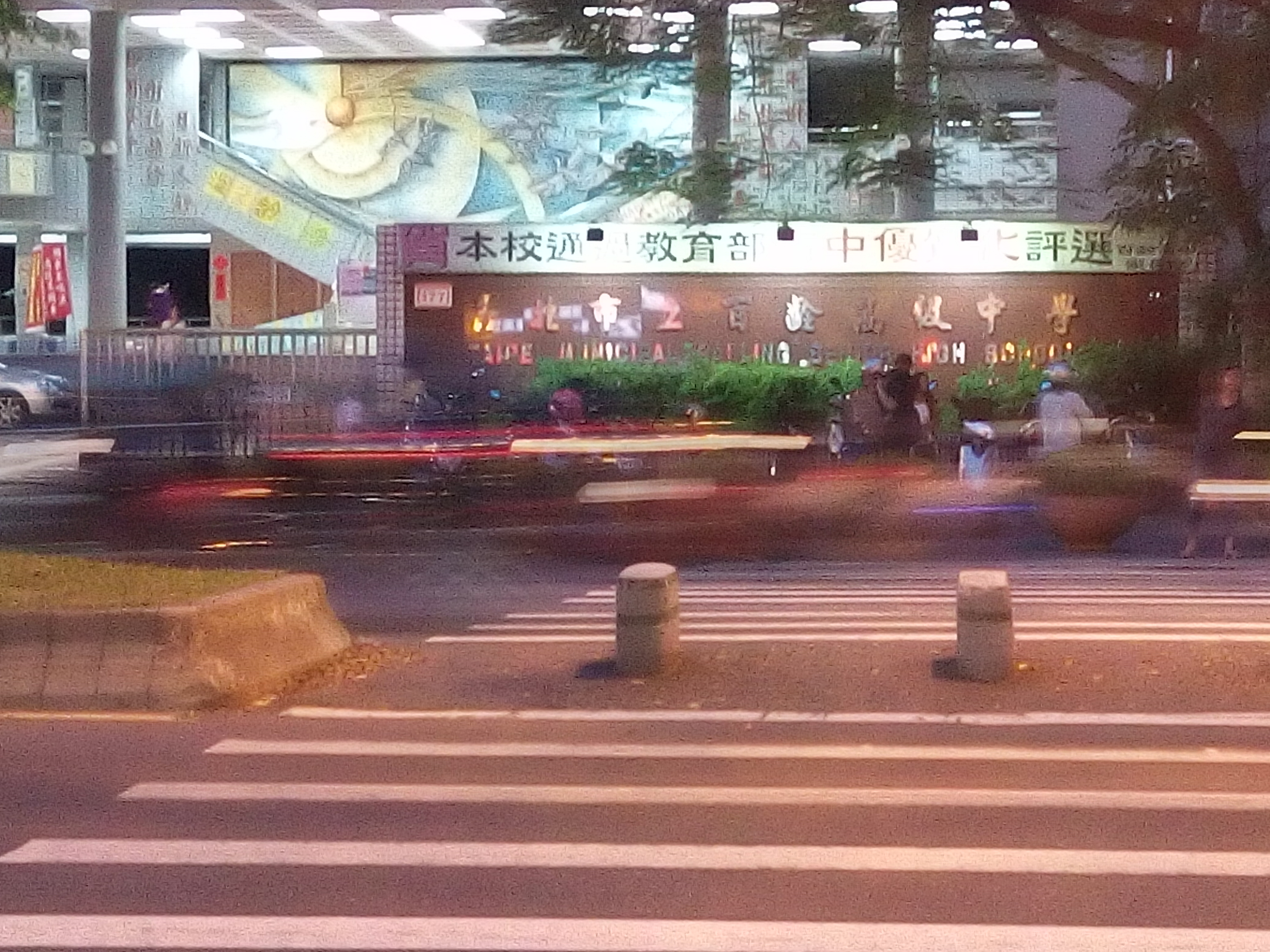
百齡高中校門

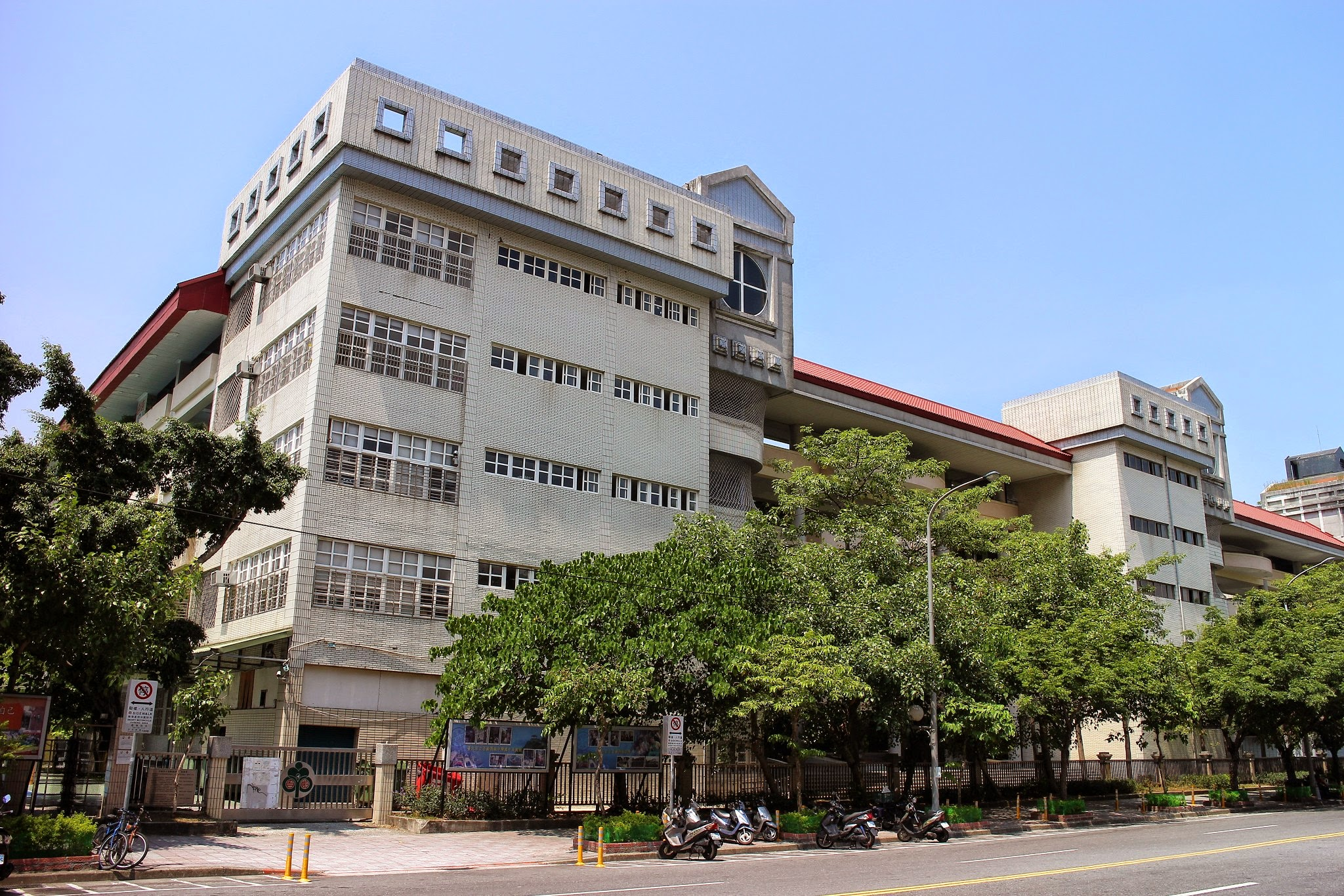
百齡高中校樓

臺北市立百齡高級中學，簡稱百齡高中，是臺北市的公立完全中學之一,位於士林區，前身為市立百齡國民中學，1999年改制升格為高級中學。

## 校史
1987年成立劍潭國民中學籌備處，1988年更名為百齡國民中學籌備處。1989年10月動土興建校舍。1991年7月招收第1屆新生13班，同時校舍完工，創立臺北市立百齡國民中學。1999年8月招收第1屆高中新生共8班，改制為臺北市立百齡高級中學。

## 校長
| 任別   | 姓名   | 任期                 |
| ------ | ------ | -------------------- |
| 首任   | 黃裕城 | 1991年 ～1996年2月   |
| 第二任 | 楊萬賀 | 1996年2月～1998年7月 |
| 第三任 | 郭水恩 | 1998年8月～2004年7月 |
| 第四任 | 林堯文 | 2004年7月～2006年7月 |
| 第五任 | 吳麗卿 | 2006年8月～2014年7月 |
| 第六任 | 邱淑娟 | 2014年8月～2020年7月 |
| 第七任 | 張盈霏 | 2020年8月～          |

## 外部連結
- 台北市立百齡高級中學網站 （页面存档备份，存于）
- 台北市立百齡高級中學圖書館網站 （页面存档备份，存于）